# Plante (pied)
Pour les articles homonymes, voir Plante (homonymie).
La plante du pied est sa partie inférieure, qui met en contact le corps avec le sol.
Le terme « plantaire » caractérise ce qui est relatif à la face inférieure du pied.

## Fonctions
C'est sur cette partie du pied que le corps prend appui lorsqu'un individu se tient debout, marche, saute ou court. La plante du pied joue un rôle important « dans la perception du mouvement et le contrôle postural ». 
C'est une zone réflexe (notamment marquée par le réflexe de Babinski chez l'enfant de 0 à 6 ans). Le réseau nerveux de la plante du pied informe aussi le cerveau sur la nature du sol et son degré de pente, sur sa nature plus ou moins glissante, sa température, etc.

## Caractéristiques
La plante du pied est épaisse, mais aussi localement très innervée notamment au sommet de la voûte plantaire, ce qui en fait (en fonction des individus) la partie du corps humain qui est la plus sensible ou presque (chatouilles). 
La forme de la plante de pied humaine est unique chez les primates, en raison notamment d'un pouce de pied qui n'est plus préhensile et de la position debout adoptée par l'Homo sapiens.
La plante du pied est aussi généralement chez les femmes plus tendue, généralement bien plus chatouilleuse et moins ridée que celle de l'homme.
Les veines sont plus profondes et mieux protégées sous le pied que sur le dessus du pied.
La peau peut en être moite ou transpirante, plus ou moins selon les individus et la manière dont ils sont chaussés et habillés.

## Culture
Dans certaines cultures, la plante du pied bénéficie d'un certain attrait sexuel.
Dans certains pays orientaux et d'Asie, il est offensant de montrer la plante du pied d'un individu.

## Pathologies
- Durillons
- Desquamations, à la suite de certaines maladies ou intoxications (par le mercure par exemple) ou à la suite de certaines carences alimentaires[8]
- Lésions ulcéronécrotiques (chez les diabétiques et lépreux notamment)
- Pian[9]

## Illustrations

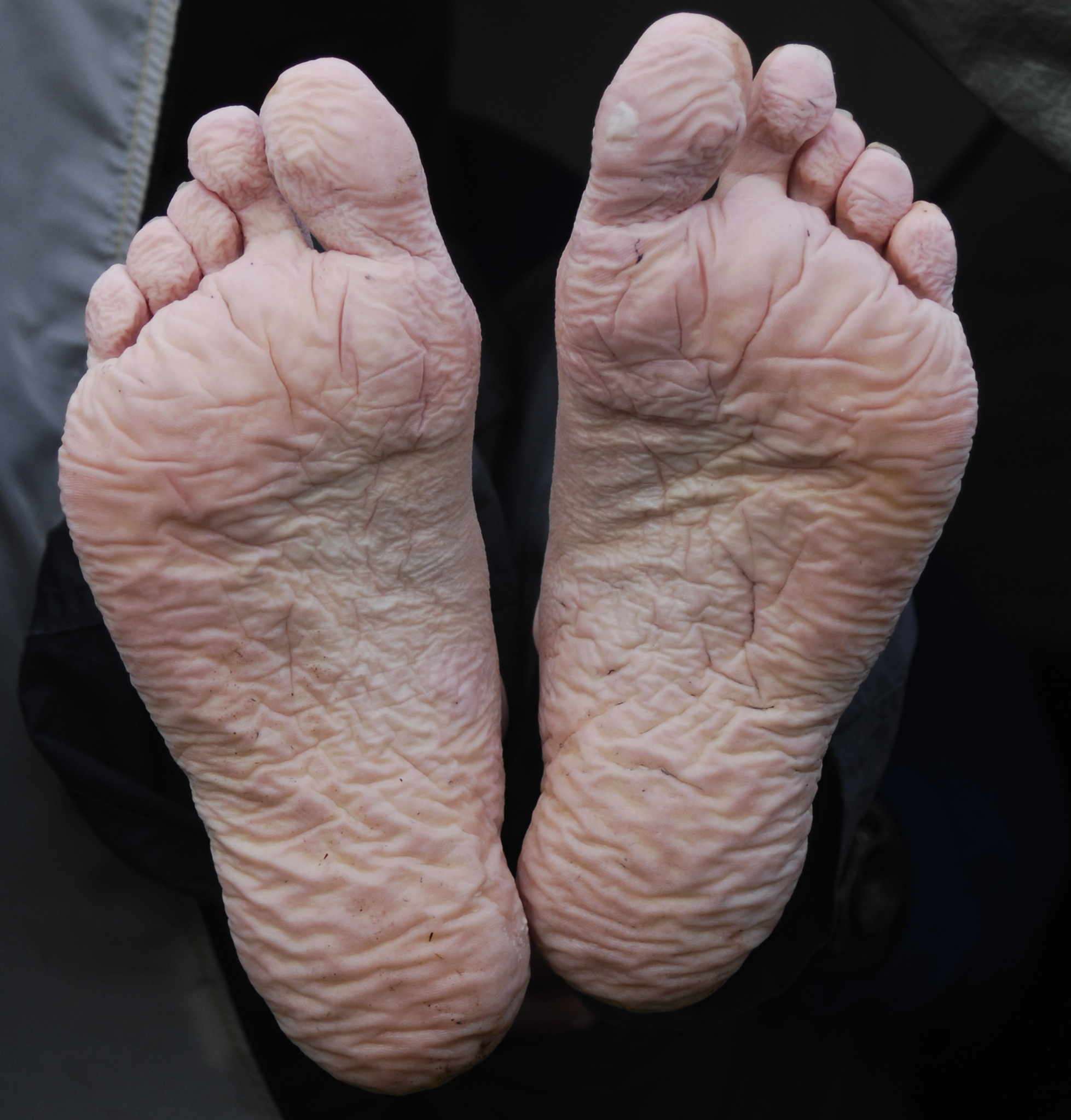
Peau de la plante des pieds hyperhydratée par un séjour dans l'eau.
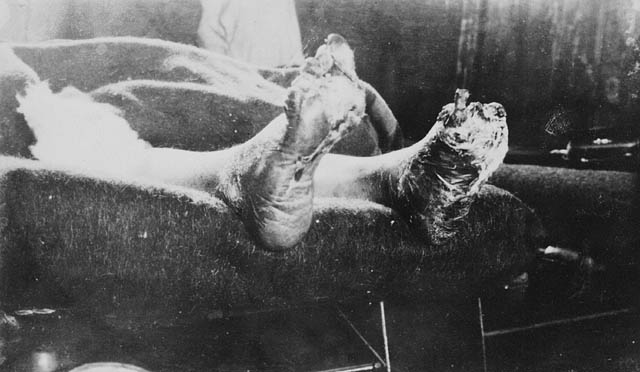
Pied de tranchée (infection ulcérative qui touchait les soldats de la Première Guerre mondiale).
Ulcère induit par une neuropathie chez un diabétique.
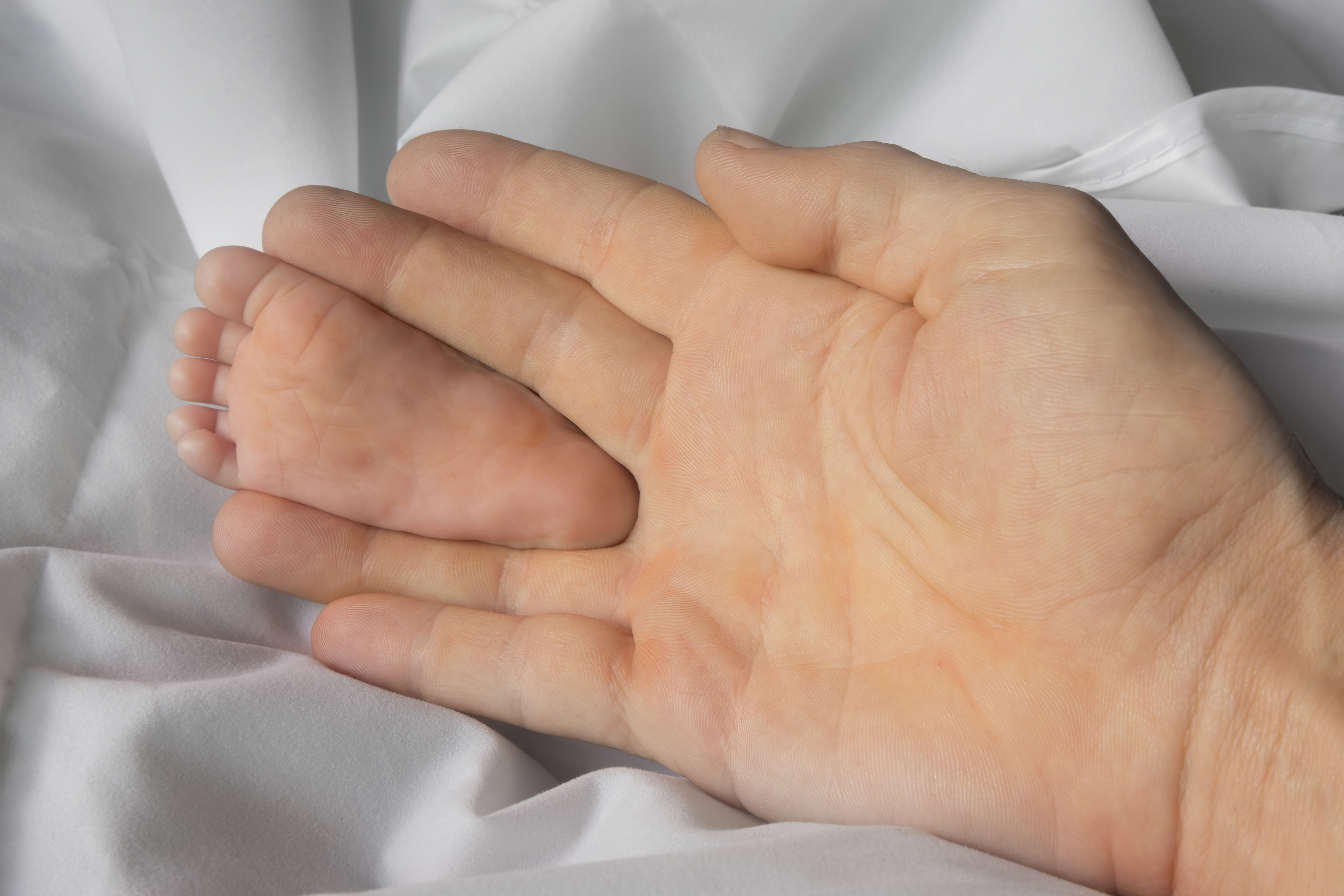
Plante de pied d'un nourrisson âgé d'un mois, maintenu entre le majeur et l'annulaire d'une main adulte, pour comparaison de taille, sur un drap blanc, à Don Det, Si Phan Don, Laos. Septembre 2020.